# Un suelo lejano
 Un suelo lejano  es una película documental coproducción de Paraguay y Argentina filmada en colores dirigida por Gabriel Muro sobre su propio guion que se estrenó el 13 de junio de 2019.

## Nueva Germania
Nueva Germania (en alemán: Neues Deutschland) es un distrito del departamento paraguayo de San Pedro. Fue fundado como colonia alemana el 23 de agosto de 1887 por el  Dr. Bernhard Förster, quien estaba casado con Elisabeth Förster-Nietzsche, hermana del filósofo alemán Friedrich Wilhelm Nietzsche, conjuntamente con 14 familias germanas. Su pretensión era crear una comunidad modelo en el Nuevo Mundo y probar su paradigma racial ario. Se encuentra aproximadamente a 300 km de la ciudad de Asunción, capital de Paraguay. Förster, negoció con el general Bernardino Caballero los títulos de la tierra en cuestión pero  se suicidó en 1889 en la ciudad de San Bernardino, localidad ocupada también masivamente por alemanes, y su esposa se vio forzada a retornar a Alemania en el año 1890. Los colonos que se quedaron pronto se olvidaron de los principios originales de Förster y acabaron integrándose totalmente a la cultura paraguaya. Uno de los motivos principales fue la ausencia de mujeres en la colonia lo cual motivo que los jóvenes se fijaran en las nativas y formaran nuevas familias. 

## Sinopsis
Un profesor de filosofía, José Manuel Silvero, viaja dando charlas por el interior del Paraguay llega a Nueva Germania e indaga sobre las huellas de la comunidad utópica de Förster.

## Críticas
Horacio Bernades en Página 12 opinó:

”Nueva Germania reparte su población entre unos pocos descendientes de aquellos pioneros, que viven en las afueras, como apartados, y una mayoría de herederos de Solano López, que alternan el castellano con el guaraní. Todos toman mate, riqueza de la zona. Casi todos celebran, una semana al año, el aniversario de la fundación de la ciudad, con revoleo de banderas tricolores. Tricolores negras, rojas y amarillas; las rojas, blancas y azules quedan relegadas a un segundo plano. No se canta el “Deutschland Über Alles” sino el himno paraguayo, y el desfile es tan vacuo y formal como cualquier otro….El profesor Silvero Arévalos deja hablar a sus interlocutores, sin imponerles discursos ni saberes.

Alejandro Lingenti en La Nación escribió:”

”Fundado en 1887 como colonia alemana…Nueva Germania es hoy un distrito del departamento de San Pedro (Paraguay). Su particular historia es repasada en este documental cuyo hilo narrativo es sostenido por un profesor interesado en investigar los orígenes, el desarrollo y la actualidad de un lugar que sus creadores imaginaron como una comunidad vegana destinada a probar la superioridad de la raza aria...En sus charlas con estudiantes y campesinos, el docente descubre los cruces con la cultura guaraní y otros detalles curiosos de la evolución de aquel proyecto de fines del siglo XIX.